# تهاجم روسلافل–نووزیبکوف
نبرد روسلاول (انگلیسی: Roslavl–Novozybkov offensive) حمله‌ای بود که توسط جبهه بریانسک ارتش سرخ علیه ارتش دوم زرهی (ورماخت) در استان بریانسک و بخش‌هایی از استان سومی در جبهه شرقی (جنگ جهانی دوم) بین ۳۰ اوت و ۱۲ سپتامبر ۱۹۴۱، بخشی از نبرد اسمولنسک در تاریخ‌نگاری شوروی انجام شد.